# Leichtathletik-Weltmeisterschaften 2017/800 m der Frauen

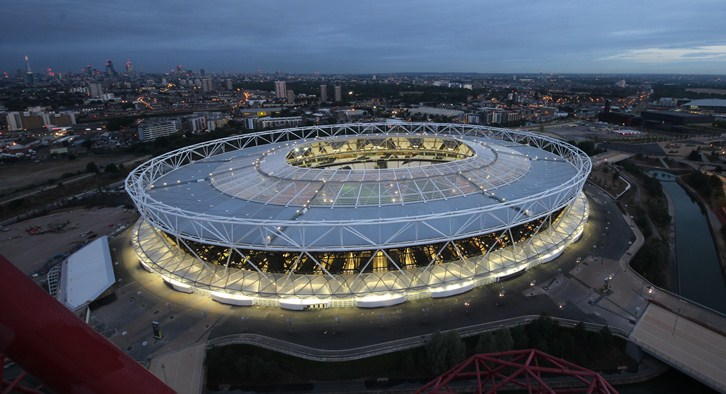
Das Olympiastadion London im Jahr 2017

Der 800-Meter-Lauf der Frauen bei den Leichtathletik-Weltmeisterschaften 2017 wurde vom 10. bis 13. August 2017 im Olympiastadion der britischen Hauptstadt London ausgetragen.
Ihren dritten Weltmeistertitel nach 2009 und 2011 errang die zweifache Olympiasiegerin (2012/2016) Caster Semenya aus Südafrika. Bei den Afrikameisterschaften 2016 hatte sie mit ihren Siegen über 800 und 1500 Meter sowie mit der 4-mal-400-Meter-Staffel dreimal Gold gewonnen. Hier in London war sie sechs Tage zuvor bereits Dritte über 1500 Meter geworden.

Den zweiten Rang belegte wie im Jahr zuvor bei den Olympischen Spielen in Rio de Janeiro die Afrikameisterin von 2012 Francine Niyonsaba aus Burundi.

Bronze gewann die US-Amerikanerin Ajeé Wilson.

## Geschlechtsstatusfrage
Im Zusammenhang mit dem 800-Meter-Lauf bei diesen Weltmeisterschaften kann die Frage nach dem Geschlechtsstatus nicht ausgeklammert werden. Hier handelt es sich um eine heikle Problematik, die Frage ist, wo sind die Grenzen zu setzen, wie sollen entsprechende Kontrollen gestaltet werden, inwieweit sind Athletinnen in ihrer Persönlichkeit beeinträchtigt oder verletzt und wie ist es um die Chancengleichheit bestellt. Auch in der Vergangenheit war die Frage nach dem Geschlechtsstatus immer wieder aktuell. In den 1930er Jahren ging es um den Deutschen Heinrich Ratjen, der als Hochspringerin bei zahlreichen nationalen und internationalen Veranstaltungen teilweise sehr erfolgreich an den Start ging. Alle seine Resultate wurden allerdings nach 1938 gestrichen.
In den 1960er Jahren wurde das Thema noch einmal auf im Zusammenhang mit den Geschwistern Irina und Tamara Press aus der Sowjetunion aktuell, bei denen die Vermutung auftauchte, dass sie Hermaphroditen seien. Beide verschwanden nach Einführung der sogenannten Sextests, die in der Leichtathletik erstmals bei den Europameisterschaften 1966 realisiert wurden.
Heute sind die Tests zur Feststellung des Geschlechtsstatus in der früheren Form abgeschafft. Allerdings stellt sich auch heute wieder die Frage, wo die Grenzen für die Teilnahme von Athletinnen im Frauensport liegen, und es gibt durchaus kritische Stimmen zu einer Teilnahmeberechtigung für die 800-Meter-Siegerin Caster Semenya und auch anderen weit vorne platzierten Athletinnen mit einem männlich anmutenden Erscheinungsbild.

## Bestehende Rekorde
| Weltrekord               | Jarmila Kratochvílová | 1:53,28 min | BR Deutschland (heute Deutschland) | 26. Juli 1983  |
| Weltmeisterschaftsrekord | Jarmila Kratochvílová | 1:54,68 min | WM in Helsinki, Finnland           | 9. August 1983 |

Der bereits seit den ersten Weltmeisterschaften 1983 bestehende WM-Rekord wurde auch hier in London nicht erreicht. Die Siegerin Caster Semenya verfehlte diesen Rekord im Finale allerdings nur um 0,48 Sekunden.
Weltmeisterin Caster Semenya stellte mit ihrer Siegerzeit von 1:55,16 min im Finale am 13. August eine neue Weltjahresbestleistung auf.

## Vorläufe
Aus den sechs Vorläufen qualifizierten sich die jeweils drei Ersten jedes Laufes – hellblau unterlegt – und zusätzlich die sechs Zeitschnellsten – hellgrün unterlegt –  für das Halbfinale.
Die Vorläufe fanden am 10. August 2015 ab 19:25 Uhr Ortszeit (Uhr MESZ) statt.

### Lauf 1

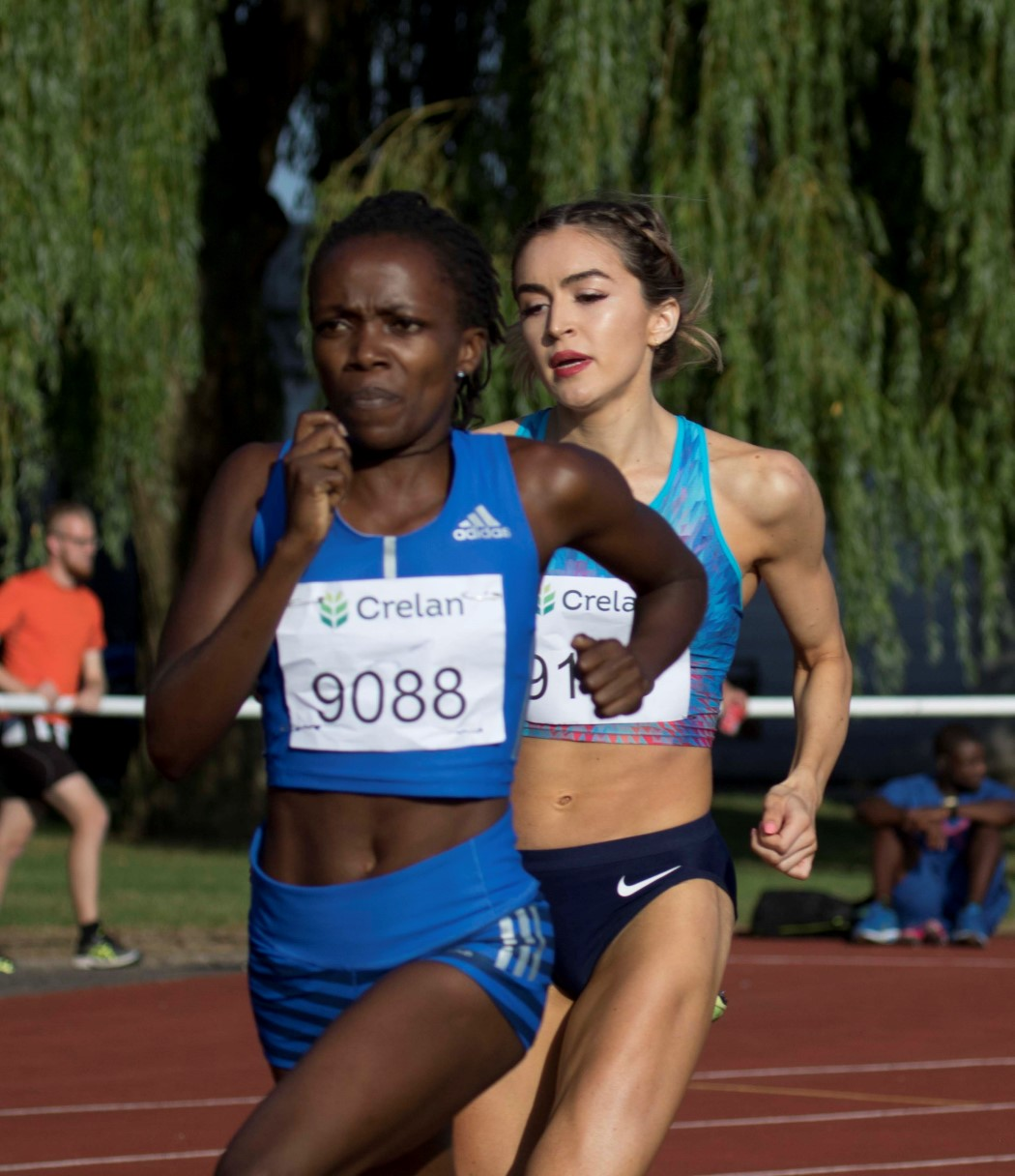
Winnie Nanyondo (links) – ausgeschieden als Fünfte in 2:02,65 s

10. August 2017, 19:25 Uhr Ortszeit (20:25 Uhr MESZ)
| Platz | Name             | Land        | Zeit (min) |
| ----- | ---------------- | ----------- | ---------- |
| 1     | Ajeé Wilson      | USA         | 2:00,52    |
| 2     | Noélie Yarigo    | Benin       | 2:00,99 SB |
| 3     | Eglė Balčiūnaitė | Litauen     | 2:01,21 SB |
| 4     | Sanne Verstegen  | Niederlande | 2:01,50    |
| 5     | Winnie Nanyondo  | Uganda      | 2:02,65    |
| 6     | Kore Tola        | Äthiopien   | 2:03,01    |
| 7     | Johana Arrieta   | Kolumbien   | 2:07,36    |
| DNS   | Lovisa Lindh     | Schweden    |            |

### Lauf 2

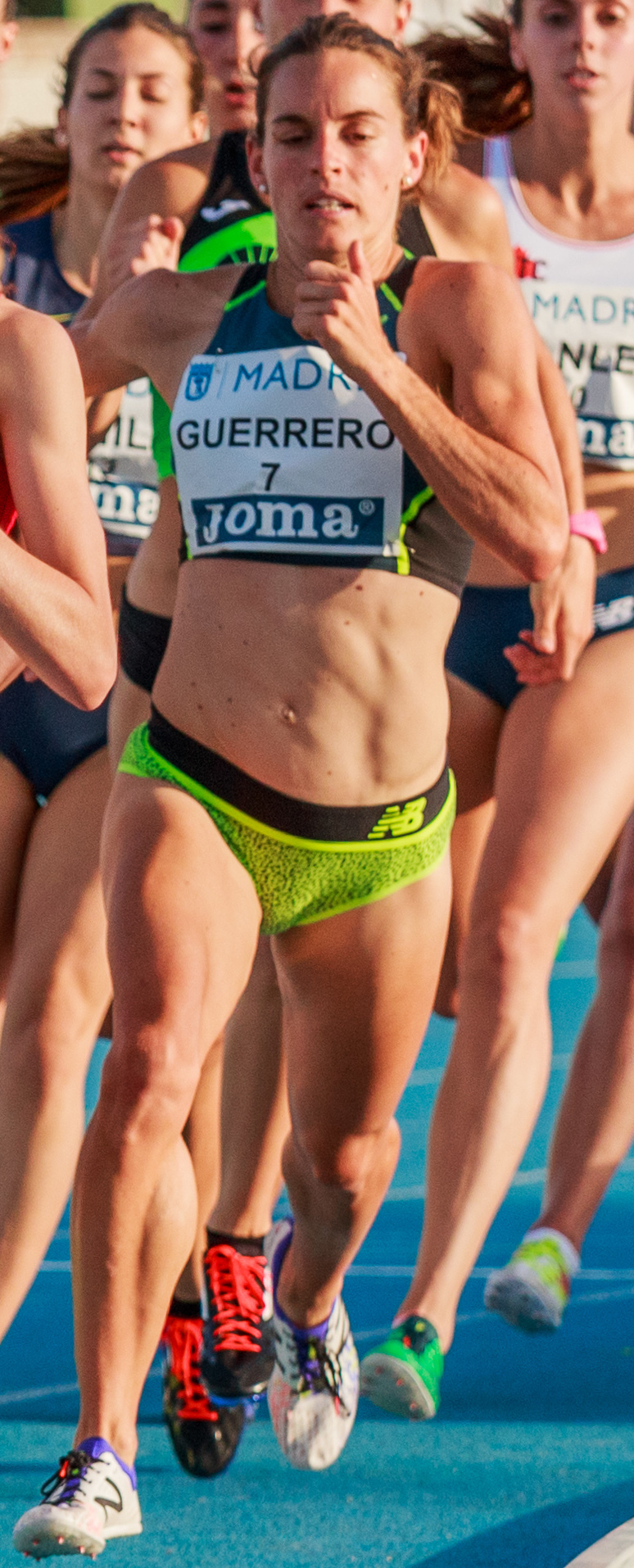
Esther Guerrero – ausgeschieden als Dritte in 2:02,22 min
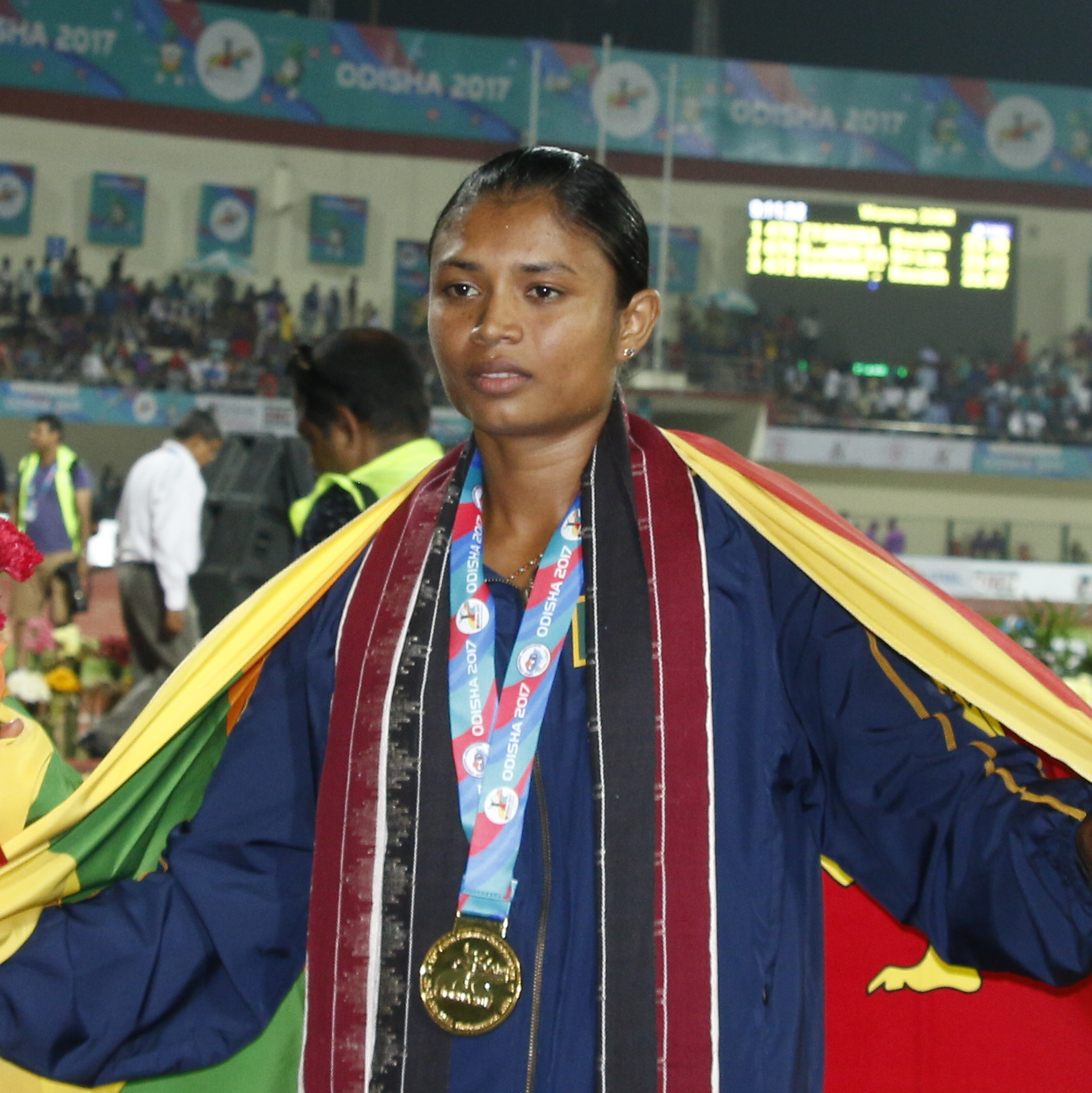
Nimali Liyanarachchi – ausgeschieden als Achte in 2:08,49 min

10. August 2017, 19:34 Uhr Ortszeit (20:34 Uhr MESZ)
| Platz | Name                  | Land           | Zeit (min) |
| ----- | --------------------- | -------------- | ---------- |
| 1     | Angelika Cichocka     | Polen          | 2:00,86 SB |
| 2     | Melissa Bishop        | Kanada         | 2:01,11    |
| 3     | Shelayna Oskan-Clarke | Großbritannien | 2:01,30    |
| 4     | Brenda Martinez       | USA            | 2:01,53    |
| 5     | Esther Guerrero       | Spanien        | 2:02,22    |
| 6     | Emily Cherotich Tuei  | Kenia          | 2:02,70    |
| 7     | Lora Storey           | Australien     | 2:07,17    |
| 8     | Nimali Liyanarachchi  | Sri Lanka      | 2:08,49    |

### Lauf 3

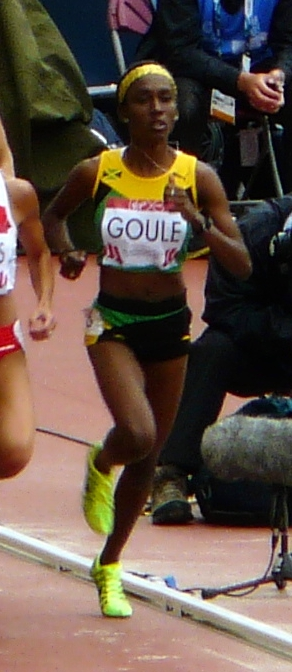
Natoya Goule – ausgeschieden als Fünfte in 2:01,77 min
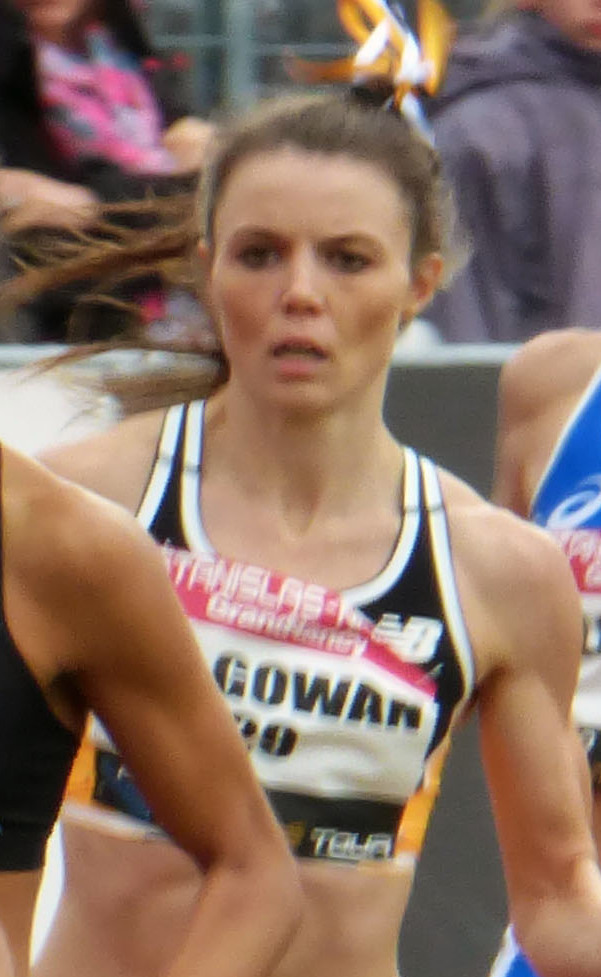
Brittany McGowan – ausgeschieden als Sechste in 2:02,25 min

10. August 2017, 19:43 Uhr Ortszeit (20:43 Uhr MESZ)
| Platz | Name              | Land       | Zeit (min) |
| ----- | ----------------- | ---------- | ---------- |
| 1     | Caster Semenya    | Südafrika  | 2:01,33    |
| 2     | Rose Mary Almanza | Kuba       | 2:01,43    |
| 3     | Joanna Jóźwik     | Polen      | 2:01,51    |
| 4     | Angie Petty       | Neuseeland | 2:01,76    |
| 5     | Natoya Goule      | Jamaika    | 2:01,77    |
| 6     | Brittany McGowan  | Australien | 2:02,25    |
| 7     | Annie Leblanc     | Kanada     | 2:04,06    |

### Lauf 4

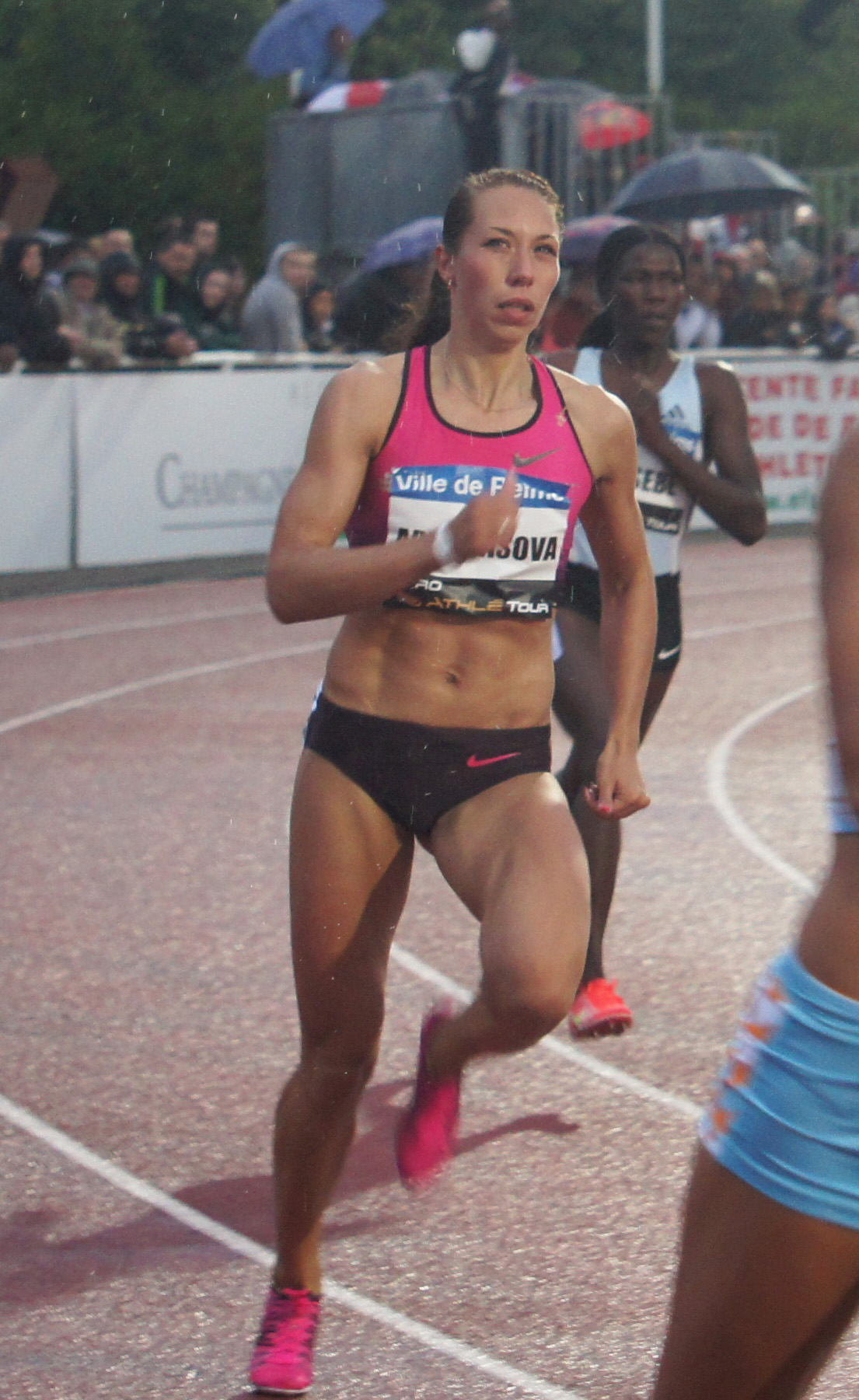
Titelverteidigerin Maryna Arsamassawa – ausgeschieden als Vierte in 2:01,92 min
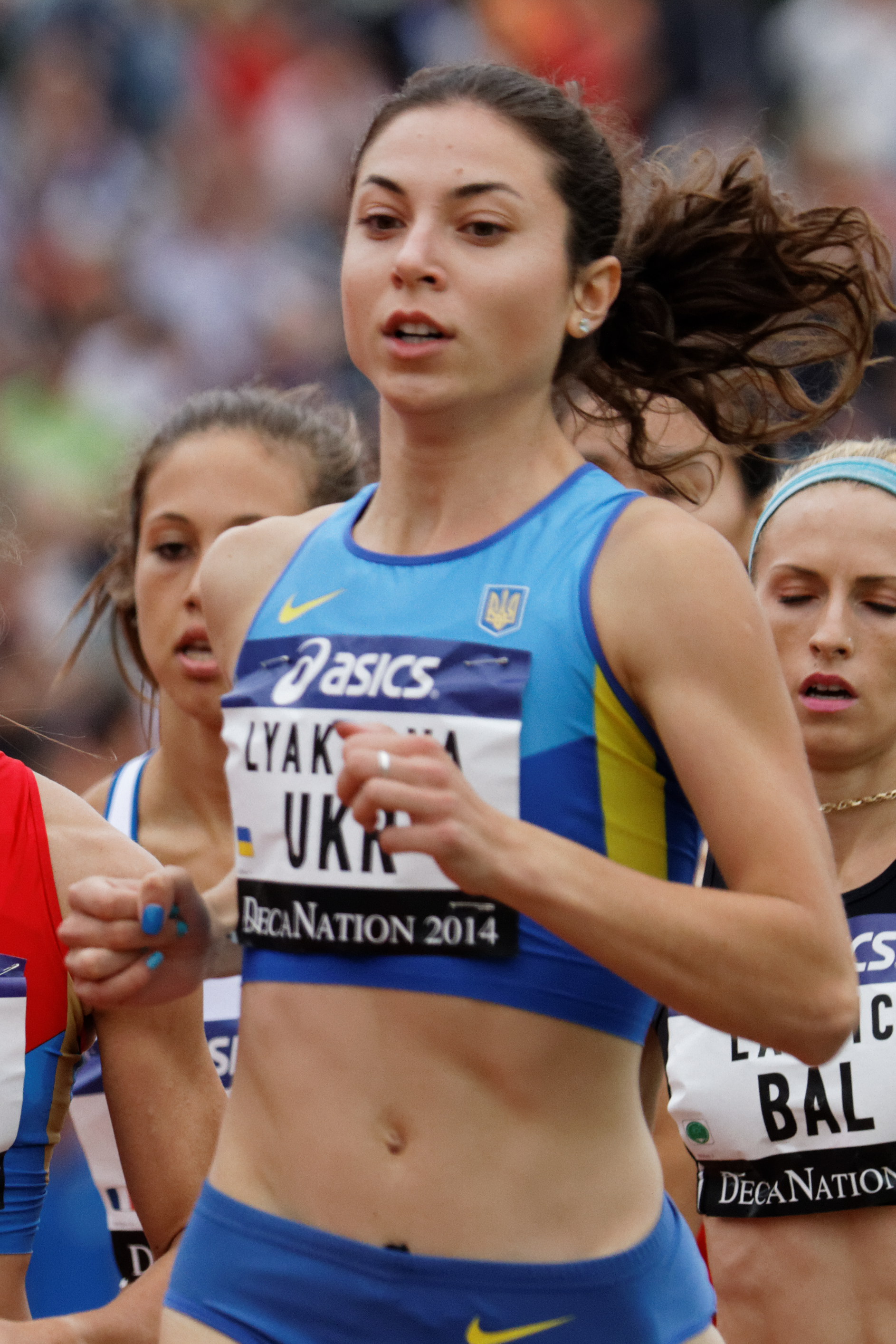
Mahlet Mulugeta – ausgeschieden als Fünfte in 2:02,04 min
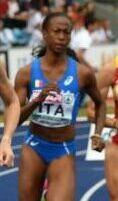
Yusneysi Santiusti – ausgeschieden als Siebte in 2:02,75 min

10. August 2017, 19:52 Uhr Ortszeit (20:52 Uhr MESZ)
| Platz | Name                | Land           | Zeit (min) |
| ----- | ------------------- | -------------- | ---------- |
| 1     | Margaret Wambui     | Kenia          | 2:00,75    |
| 2     | Lynsey Sharp        | Großbritannien | 2:01,04    |
| 3     | Halimah Nakaayi     | Uganda         | 2:01,80    |
| 4     | Maryna Arsamassawa  | Belarus        | 2:01,92 SB |
| 5     | Mahlet Mulugeta     | Äthiopien      | 2:02,04    |
| 6     | Olha Ljachowa       | Ukraine        | 2:02,07    |
| 7     | Yusneysi Santiusti  | Italien        | 2:02,75    |
| 8     | Lindsey Butterworth | Kanada         | 2:03,19    |

### Lauf 5

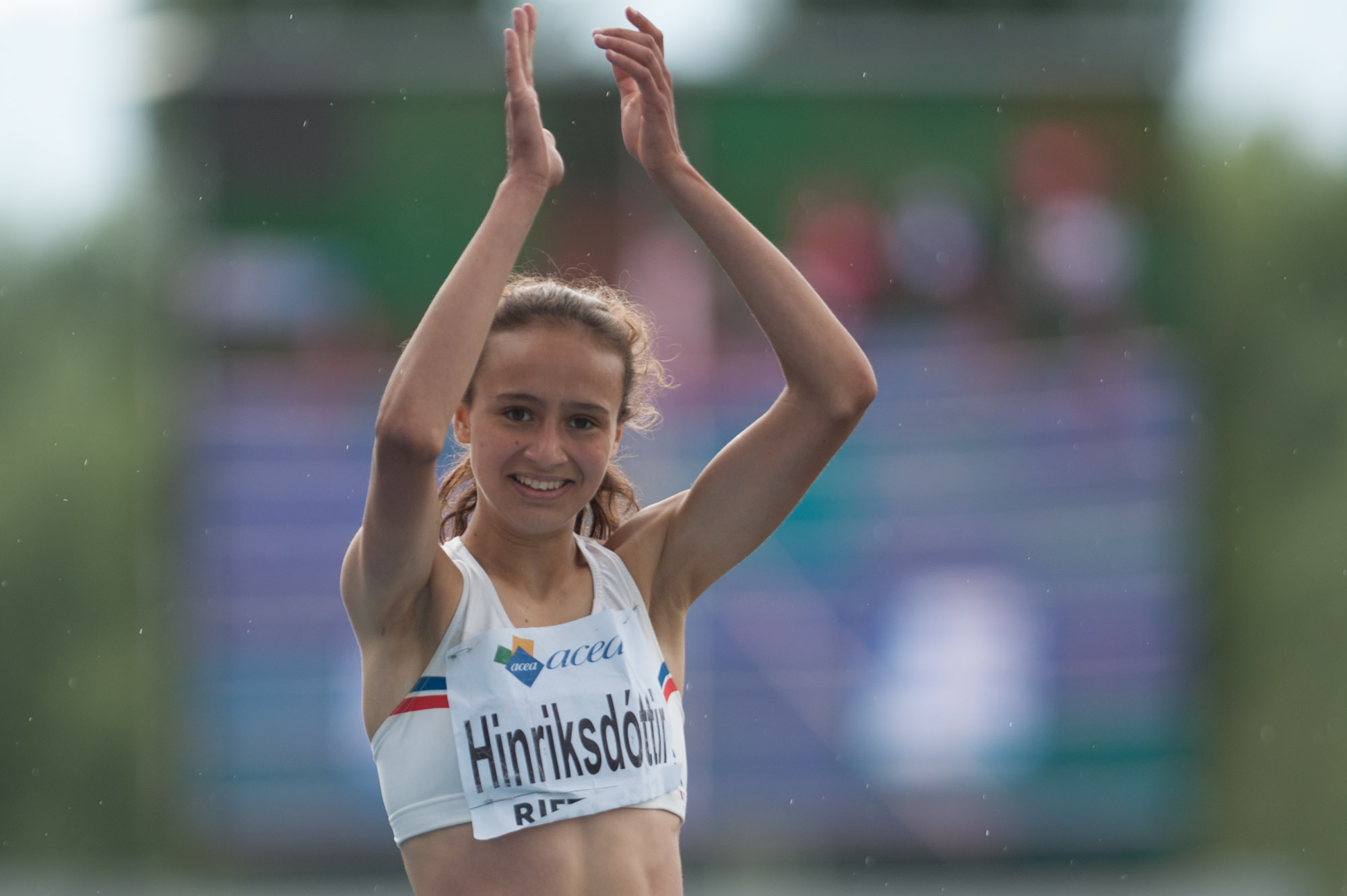
Aníta Hinriksdóttir – ausgeschieden als Vierte in 2:03,45 min
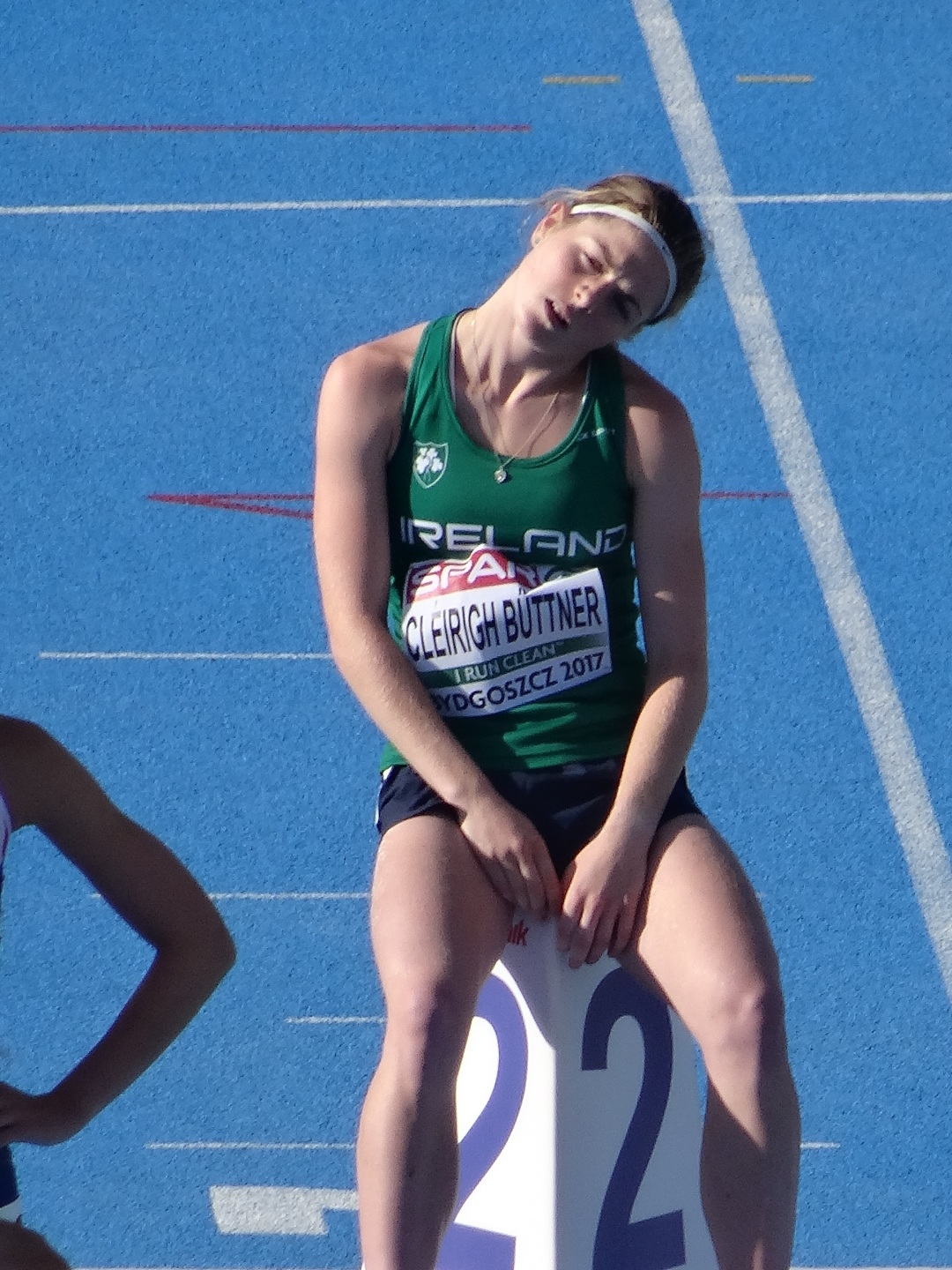
Síofra Cléirigh Büttner – ausgeschieden als Sechste in 2:06,54 min

10. August 2017, 20:01 Uhr Ortszeit (21:01 Uhr MESZ)
| Platz | Name                    | Land       | Zeit (min) |
| ----- | ----------------------- | ---------- | ---------- |
| 1     | Charlene Lipsey         | USA        | 2:02,74    |
| 2     | Hedda Hynne             | Norwegen   | 2:02,85    |
| 3     | Dorcus Ajok             | Uganda     | 2:02,98    |
| 4     | Aníta Hinriksdóttir     | Island     | 2:03,45    |
| 5     | Georgia Griffith        | Australien | 2:03,54    |
| 6     | Síofra Cléirigh Büttner | Irland     | 2:06,54    |
| 7     | Kimarra McDonald        | Jamaika    | 2:09,19    |
| DNS   | Eunice Jepkoech Sum     | Kenia      |            |

### Lauf 6

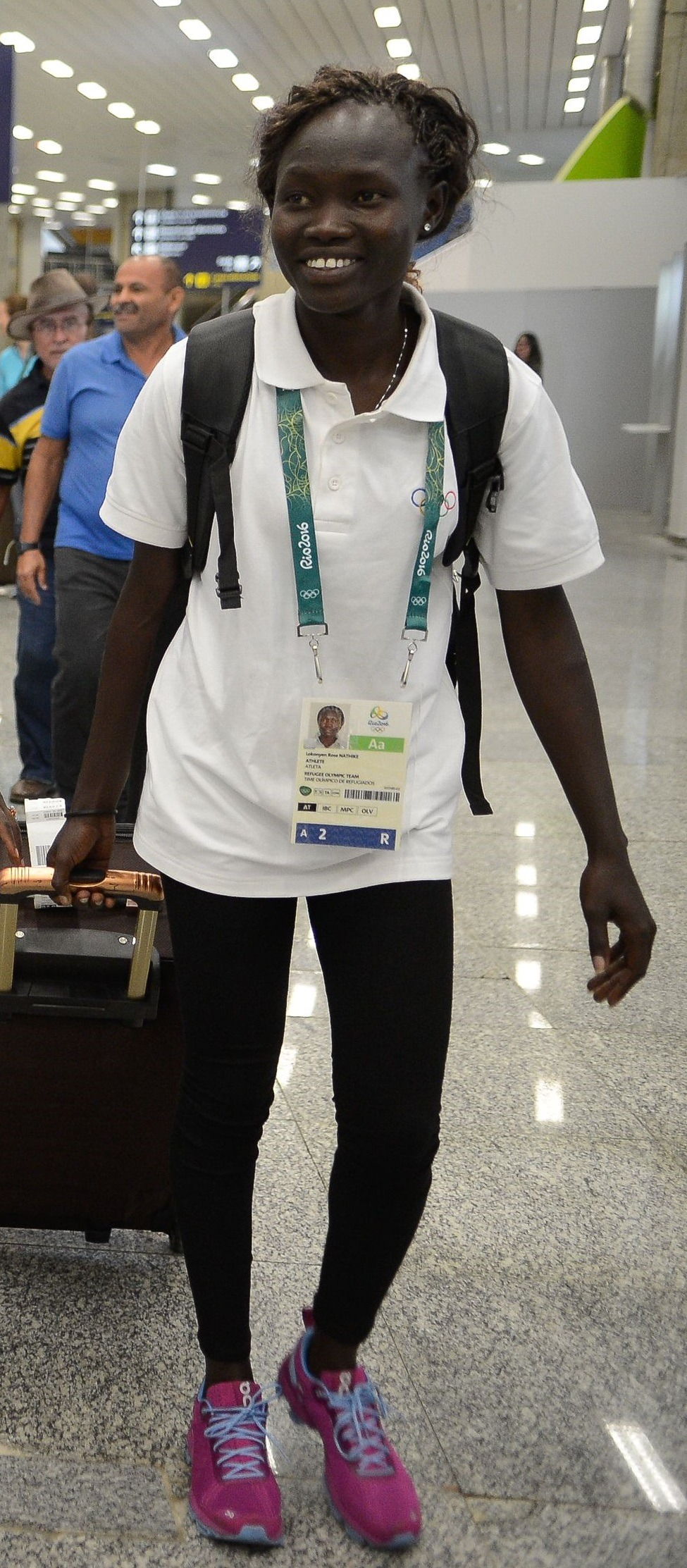
Rose Lokonyen – ausgeschieden als Achte in 2:20,06 min

10. August 2017, 20:10 Uhr Ortszeit (21:10 Uhr MESZ)
| Platz | Name               | Land                 | Zeit (min) | Anmerkung                 |
| ----- | ------------------ | -------------------- | ---------- | ------------------------- |
| 1     | Francine Niyonsaba | Burundi              | 1:59,86    |                           |
| 2     | Habitam Alemu      | Äthiopien            | 2:00,07    |                           |
| 3     | Selina Büchel      | Schweiz              | 2:00,23    |                           |
| 4     | Adelle Tracey      | Großbritannien       | 2:00,28 PB |                           |
| 5     | Christina Hering   | Deutschland          | 2:01,13    |                           |
| 6     | Hanna Hermansson   | Schweden             | 2:01,25    |                           |
| 7     | Gena Löfstrand     | Südafrika            | 2:01,73    |                           |
| 8     | Rose Lokonyen      | Athlete Refugee Team | 2:20,06 SB | Athletin aus dem Südsudan |

## Halbfinale
Aus den drei Halbfinalläufen qualifizierten sich die jeweils beiden Ersten jedes Laufes – hellblau unterlegt – und zusätzlich die beiden Zeitschnellsten – hellgrün unterlegt –  für das Halbfinale.

### Lauf 1

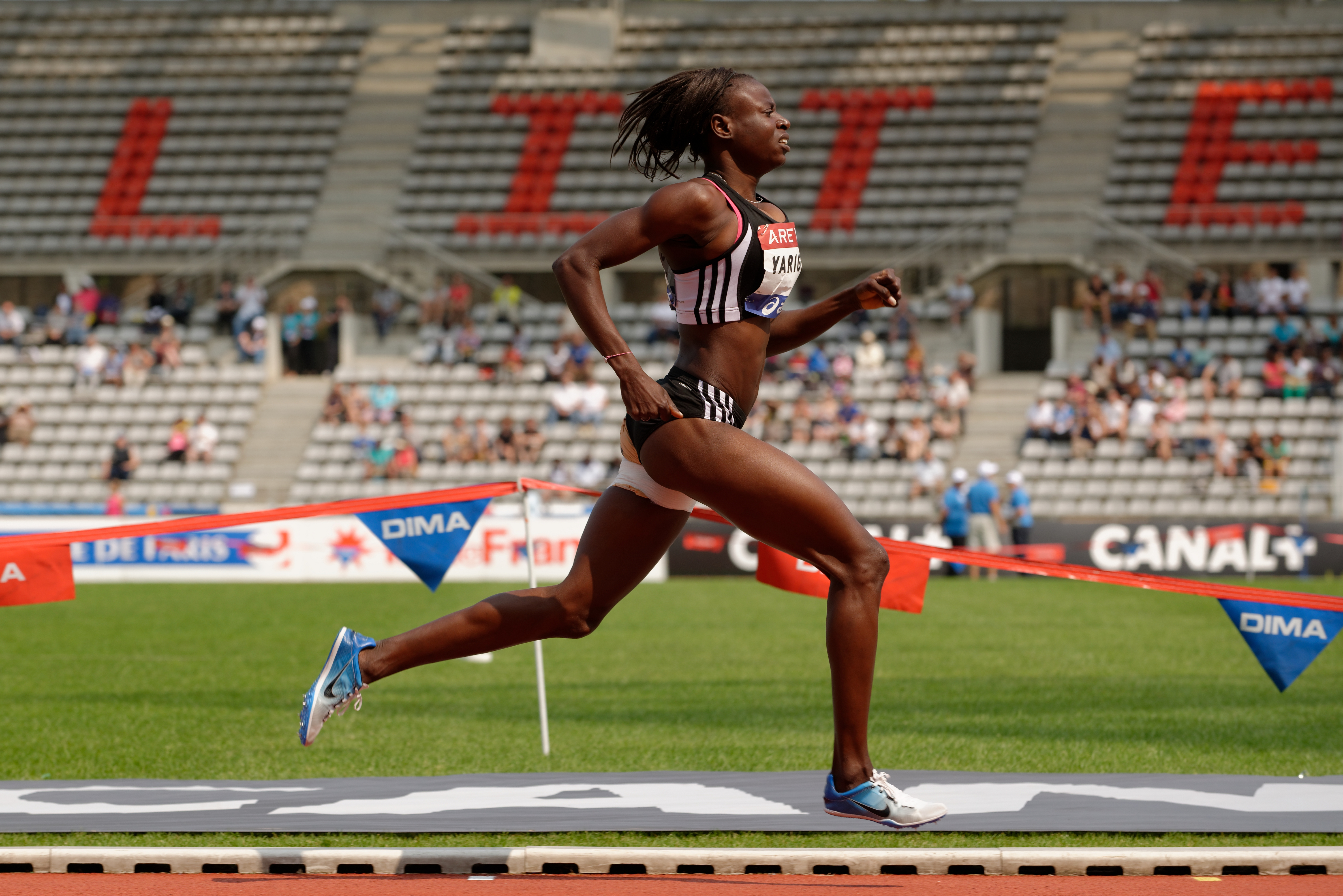
Noélie Yarigo – ausgeschieden als Dritte in 1:59,74 min

11. August 2017, 19:35 Uhr Ortszeit (20:35 Uhr MESZ)
| Platz | Name              | Land           | Zeit (min) |
| ----- | ----------------- | -------------- | ---------- |
| 1     | Ajeé Wilson       | USA            | 1:59,21    |
| 2     | Melissa Bishop    | Kanada         | 1:59,56    |
| 3     | Noélie Yarigo     | Benin          | 1:59,74 SB |
| 4     | Rose Mary Almanza | Kuba           | 1:59,79    |
| 5     | Hedda Hynne       | Norwegen       | 1:59,88    |
| 6     | Adelle Tracey     | Großbritannien | 2:00,26 PB |
| 7     | Hanna Hermansson  | Schweden       | 2:00,43 PB |
| 8     | Habitam Alemu     | Äthiopien      | 2:00,69    |

Weitere im ersten Halbfinale ausgeschiedene Läuferinnen:

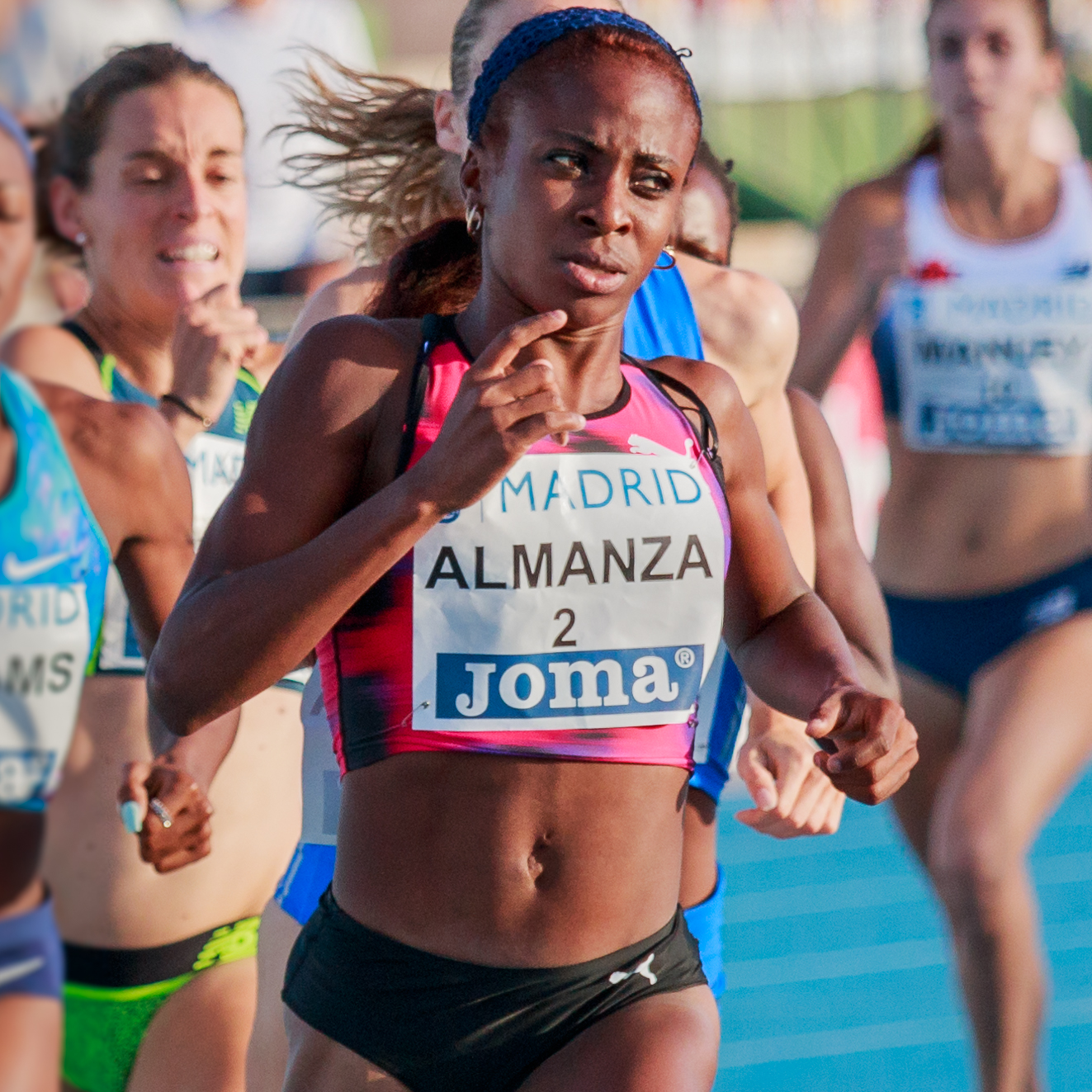
Rose Mary Almanza Rang vier in 1:59,79 min
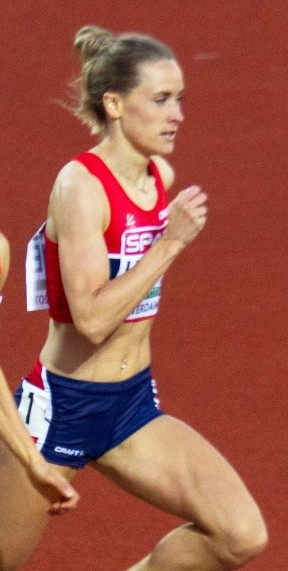
Hedda Hynne Rang fünf in 1:59,88 min
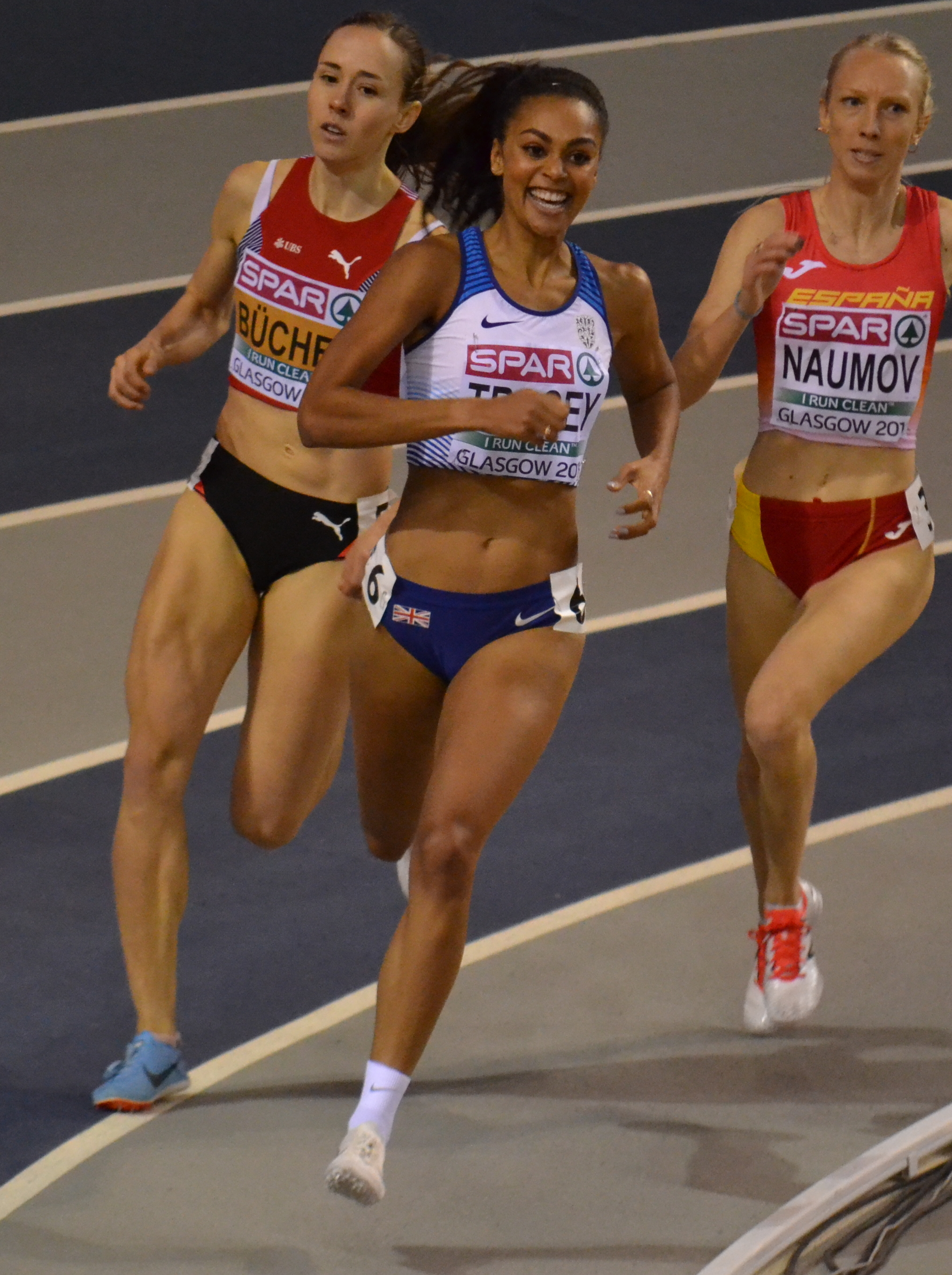
Adelle Tracey (Mitte) Rang sechs in 2:00,26 min
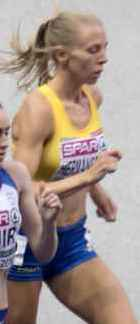
Hanna Hermansson Rang sieben in 2:00,43 min
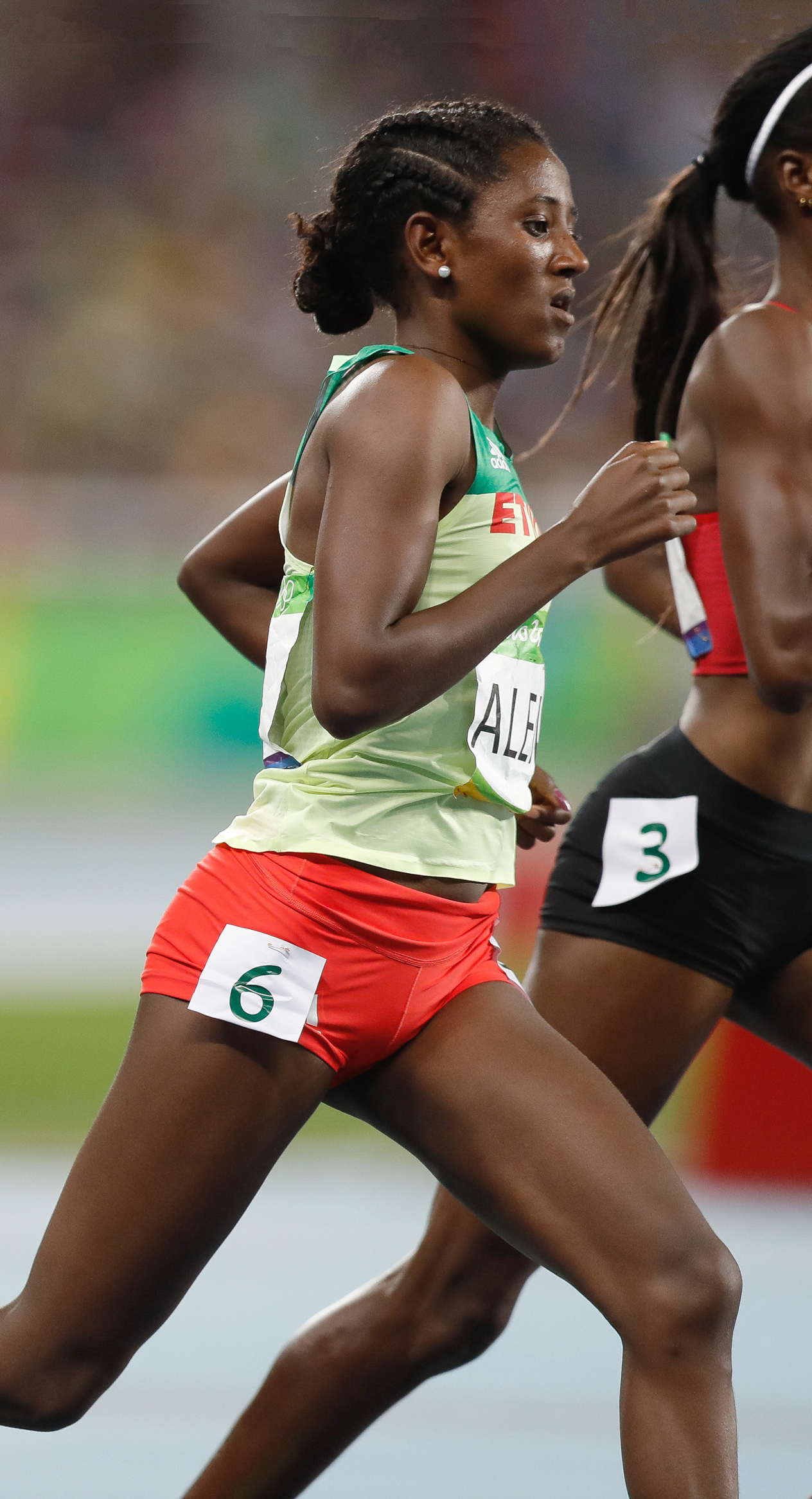
Habitam Alemu Rang acht in 2:00,69 min

### Lauf 2

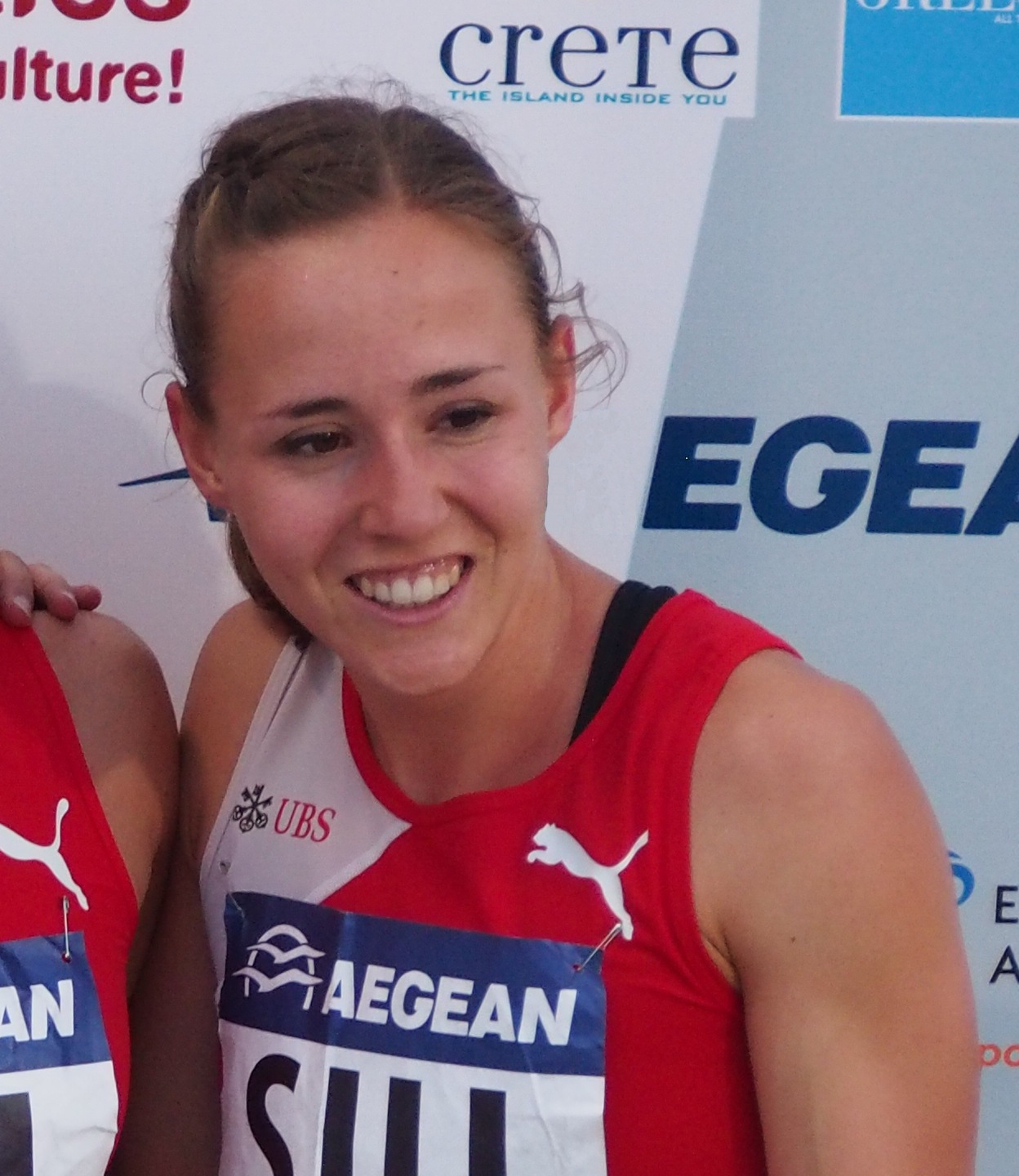
Selina Büchel – ausgeschieden als Fünfte in 1:59,85 min
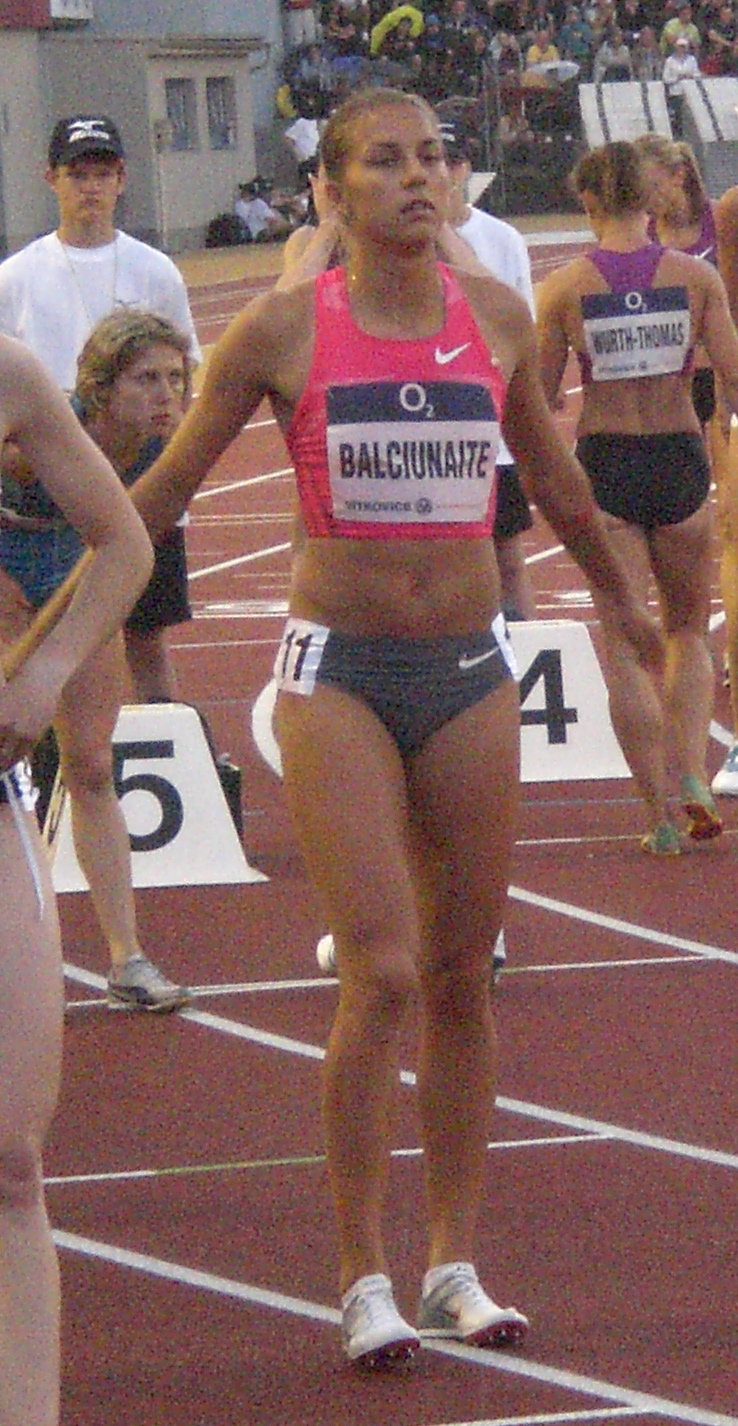
Eglė Balčiūnaitė – ausgeschieden als Sechste in 2:00,48 min

11. August 2017, 19:45 Uhr Ortszeit (20:45 Uhr MESZ)
| Platz | Name              | Land           | Zeit (min) |
| ----- | ----------------- | -------------- | ---------- |
| 1     | Caster Semenya    | Südafrika      | 1:58,90    |
| 2     | Angelika Cichocka | Polen          | 1:59,32 SB |
| 3     | Charlene Lipsey   | USA            | 1:59,35    |
| 4     | Lynsey Sharp      | Großbritannien | 1:59,47    |
| 5     | Selina Büchel     | Schweiz        | 1:59,85    |
| 6     | Eglė Balčiūnaitė  | Litauen        | 2:00,48 SB |
| 7     | Sanne Verstegen   | Niederlande    | 2:00,92    |
| 8     | Dorcus Ajok       | Uganda         | 2:02,00    |

### Lauf 3
11. August 2017, 19:55 Uhr Ortszeit (20:55 Uhr MESZ)
| Platz | Name                  | Land           | Zeit (min) |
| ----- | --------------------- | -------------- | ---------- |
| 1     | Francine Niyonsaba    | Burundi        | 2:01,11    |
| 2     | Margaret Wambui       | Kenia          | 2:01,19    |
| 3     | Brenda Martinez       | USA            | 2:01,31    |
| 4     | Halimah Nakaayi       | Uganda         | 2:01,74    |
| 5     | Joanna Jóźwik         | Polen          | 2:01,91    |
| 6     | Shelayna Oskan-Clarke | Großbritannien | 2:02,26    |
| 7     | Christina Hering      | Deutschland    | 2:02,69    |
| 8     | Gena Löfstrand        | Südafrika      | 2:03,67    |

Im dritten Halbfinale ausgeschiedene Läuferinnen:

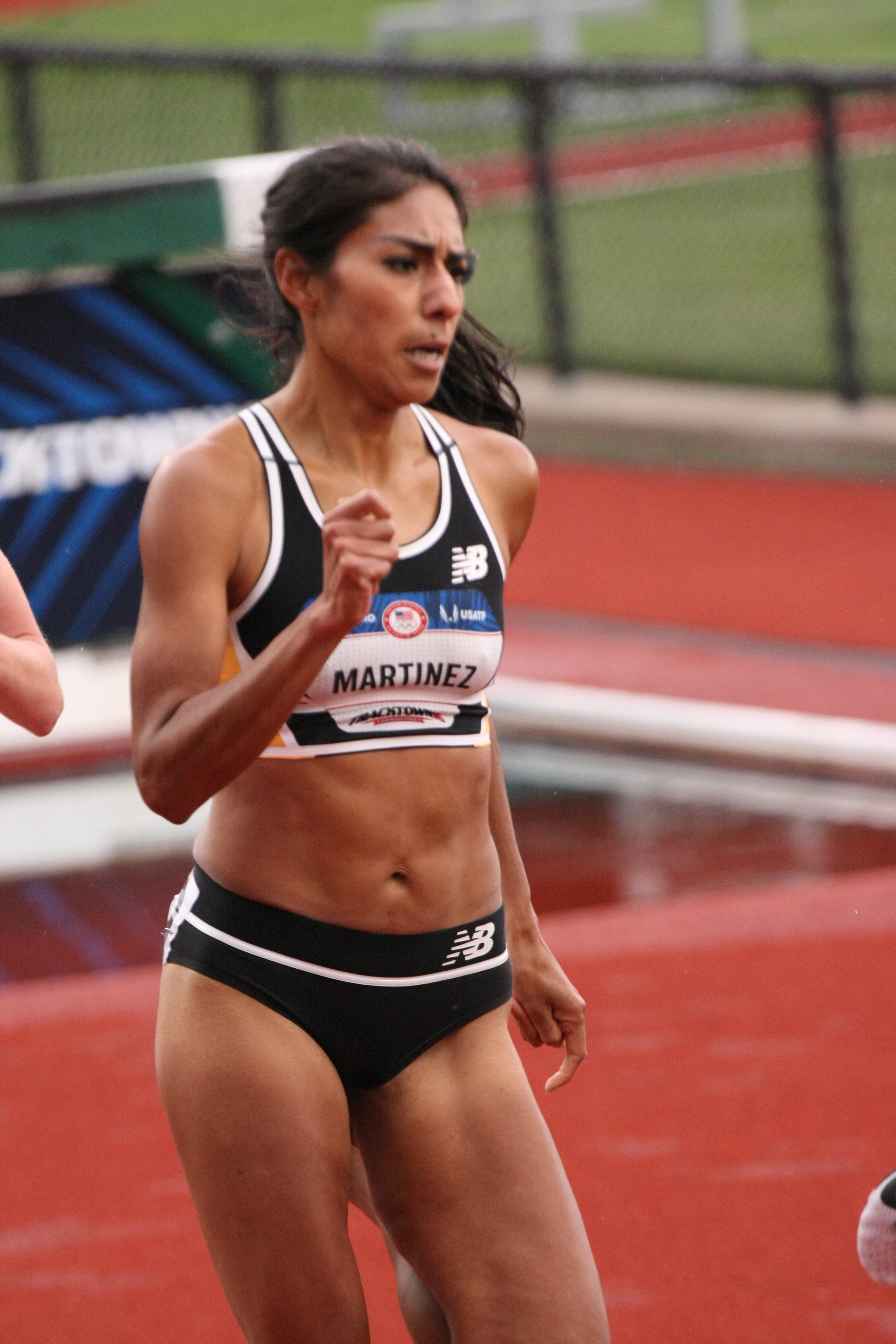
Brenda Martinez Rang drei in 2:01,31 min
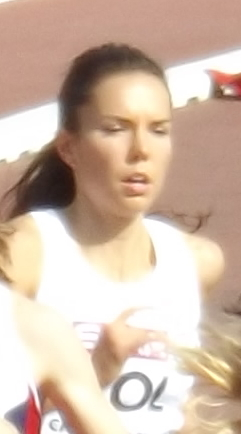
Joanna Jóźwik Rang fünf in 2:01,91 min
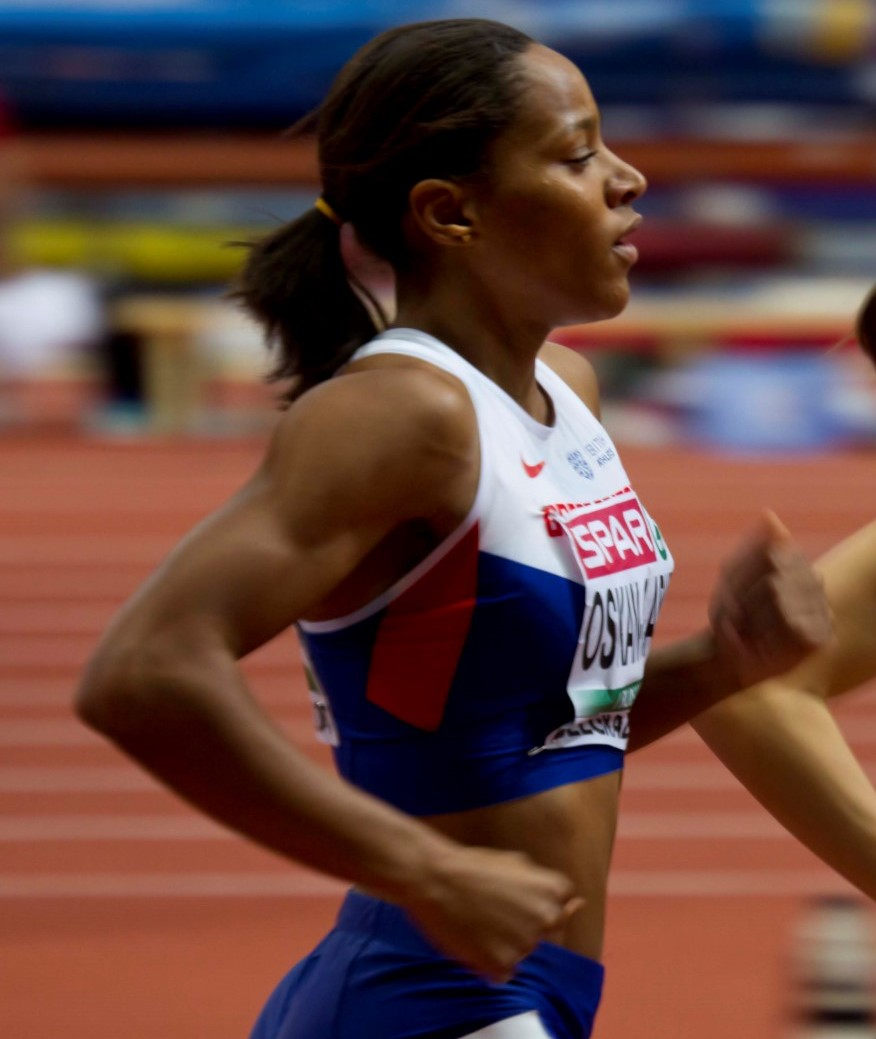
Shelayna Oskan-Clarke Rang sechs in 2:02,26 min
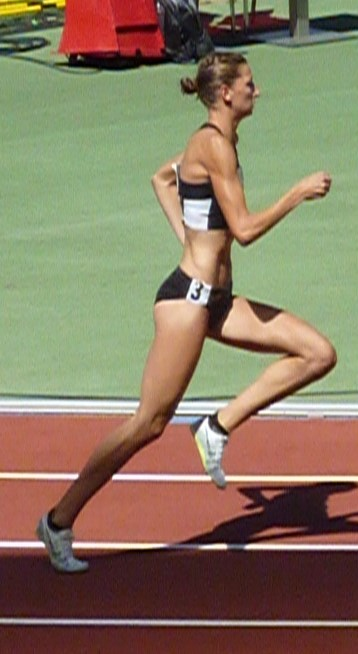
Christina Hering Rang sieben in 2:02,69 min
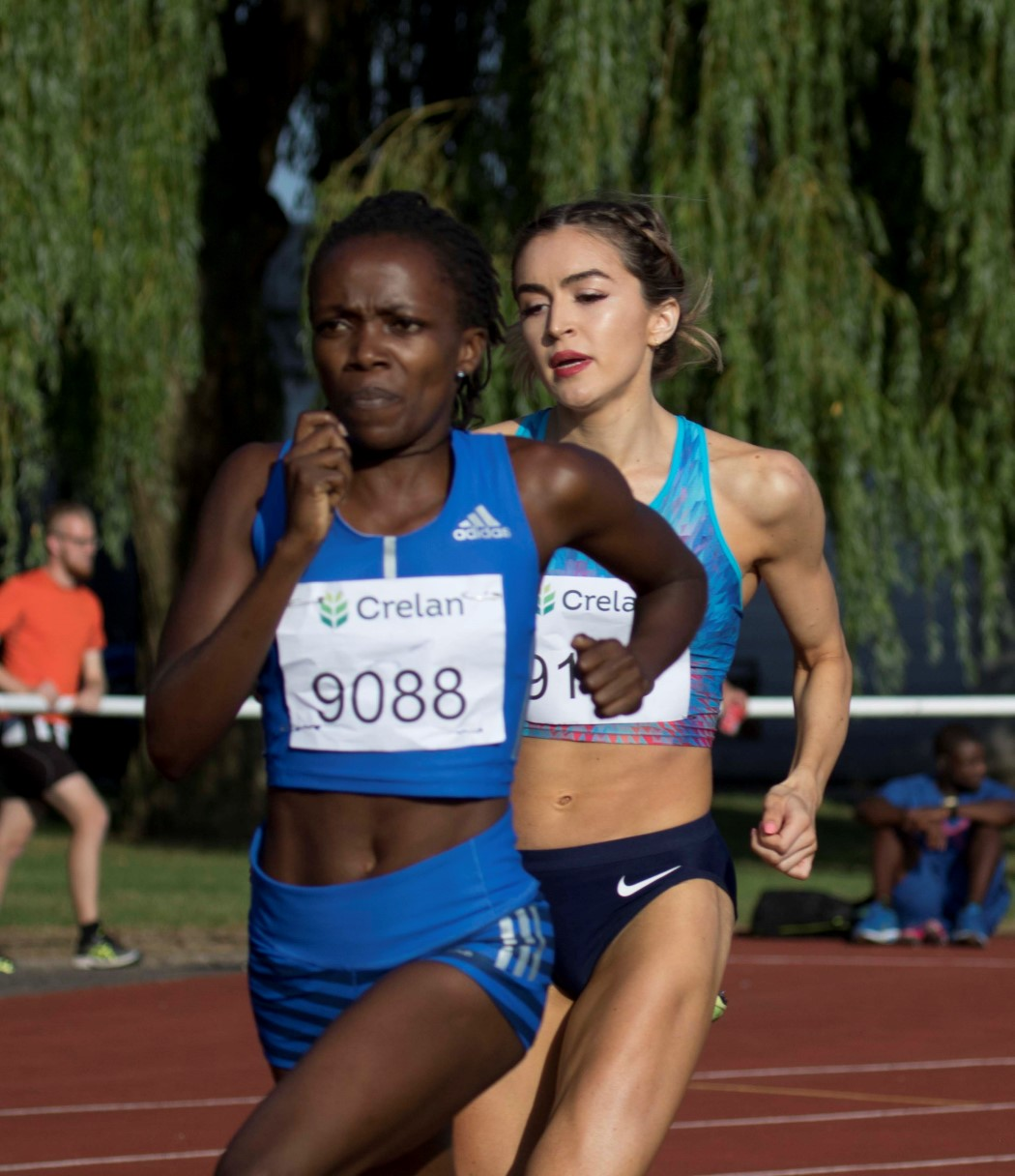
Gena Löfstrand Rang acht in 2:03,67 min

## Finale
13. August 2017, 20:10 Uhr Ortszeit (21:10 Uhr MESZ)
Eindeutige Favoritin für dieses Rennen war die zweifache Olympiasiegerin – 2012 / 2016 – und Weltmeisterin von 2009 Caster Semenya aus Südafrika. Zu ihren stärksten Gegnerinnen gehörten die beiden weiteren Medaillengewinnerinnen von 2016 Francine Niyonsaba aus Burundi und die Kenianerin Margaret Wambui. Auch die amtierende Weltmeisterin Maryna Arsamassawa aus Weißrussland war hier am Start, hatte jedoch nicht mehr die Form von 2015 und war bereits im Vorlauf ausgeschieden. Mit der Kanadierin Melissa Bishop und der Britin Lynsey Sharp standen zwei weitere Finalistinnen der letztjährigen Olympischen Spiele auch hier wieder im Finale.
Niyonsaba übernahm früh in diesem Rennen die Initiative und legte von Anfang an ein zügiges Tempo vor. Ihr folgten zunächst die US-Amerikanerin Ajeé Wilson und Margaret Wambui. Zum Ende der ersten Runde – Durchgangszeit 57,98 s – verschärfte Wilson das Tempo und löste Niyonsaba an der Spitze ab. Es entstand eine kleine Lücke, die Semenya sofort wieder schloss. Diese drei Läuferinnen setzten sich in der nächsten Kurve ein wenig von ihren Konkurrentinnen ab. Wambui folgte als Vierte. Auf der Gegengeraden lag Niyonsaba wieder vorne vor Wilson und Semenya. Wambui kämpfte um den Anschluss, konnte aber die Lücke aufgrund des jetzt sehr hohen Tempos nicht schließen. Diese Konstellation blieb bis zum Beginn der Zielgerade so bestehen.

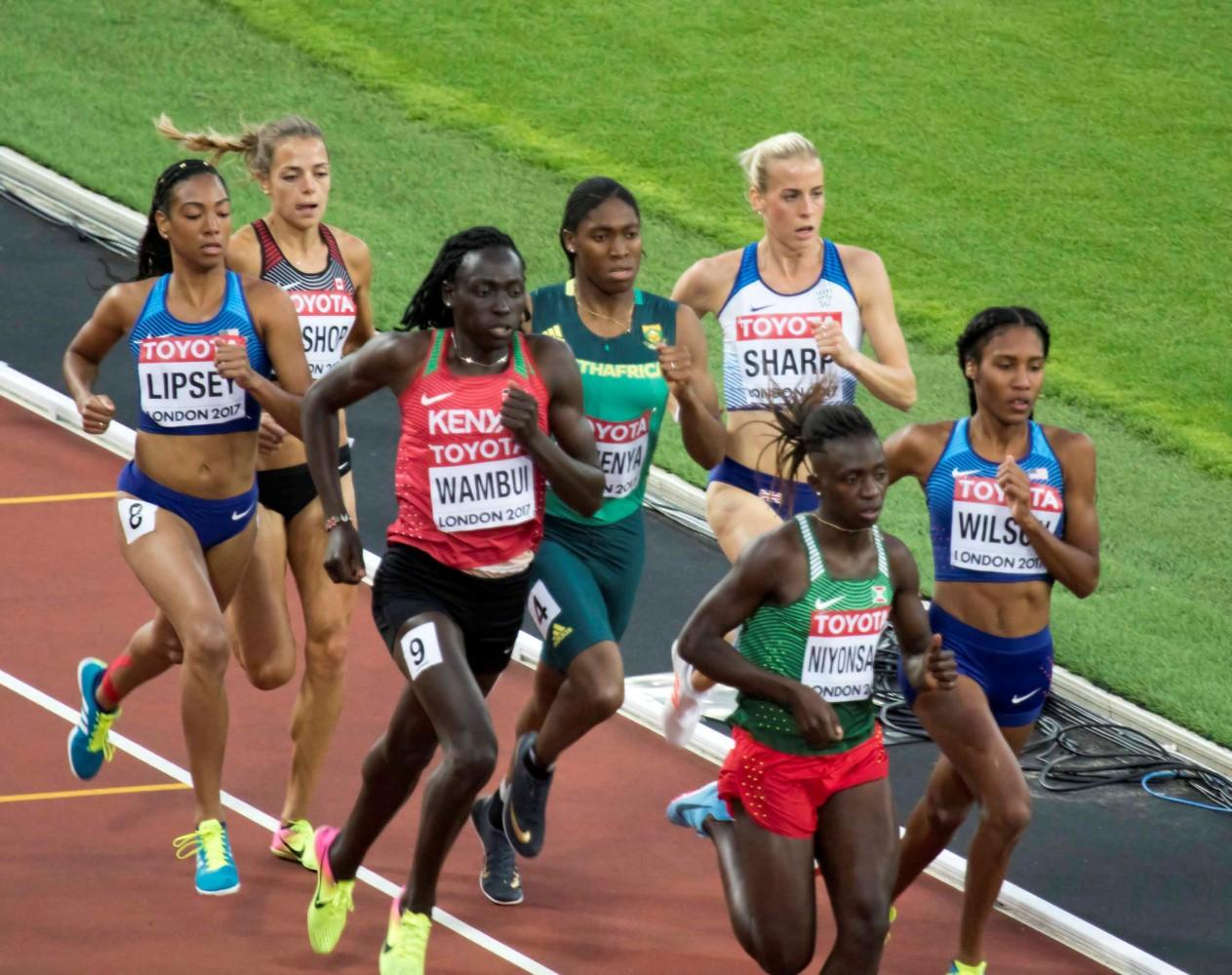
Die 800-Meter-Läuferinnen in ihrem Finalrennen

Auf den letzten achtzig Metern forcierte Caster Semenya noch einmal und zog fast mühelos an ihren Gegnerinnen vorbei. Im Ziel hatte sie ihren zweiten Weltmeistertitel gewonnen. Francine Niyonsaba wurde wie bei den Olympischen Spielen 2016 Zweite. Ajeé Wilson sicherte sich überraschend die Bronzemedaille vor der Olympiadritten Margaret Wambui. Melissa Bishop belegte Rang fünf in diesem schnellen Rennen vor der Polin Angelika Cichocka. Die US-Amerikanerin Charlene Lipsey und Lynsey Sharp belegten die Plätze sieben und acht in diesem Finale.
| Platz | Athletin           | Land           | Zeit (min) |
| ----- | ------------------ | -------------- | ---------- |
|       | Caster Semenya     | Südafrika      | 1:55,16 WL |
|       | Francine Niyonsaba | Burundi        | 1:55,92    |
|       | Ajeé Wilson        | USA            | 1:56,65    |
| 4     | Margaret Wambui    | Kenia          | 1:57,54    |
| 5     | Melissa Bishop     | Kanada         | 1:57,68    |
| 6     | Angelika Cichocka  | Polen          | 1:58,41 PB |
| 7     | Charlene Lipsey    | USA            | 1:58,73    |
| 8     | Lynsey Sharp       | Großbritannien | 1:58,98    |

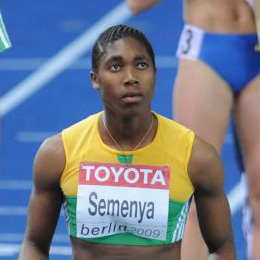
Weltmeisterin Caster Semenya
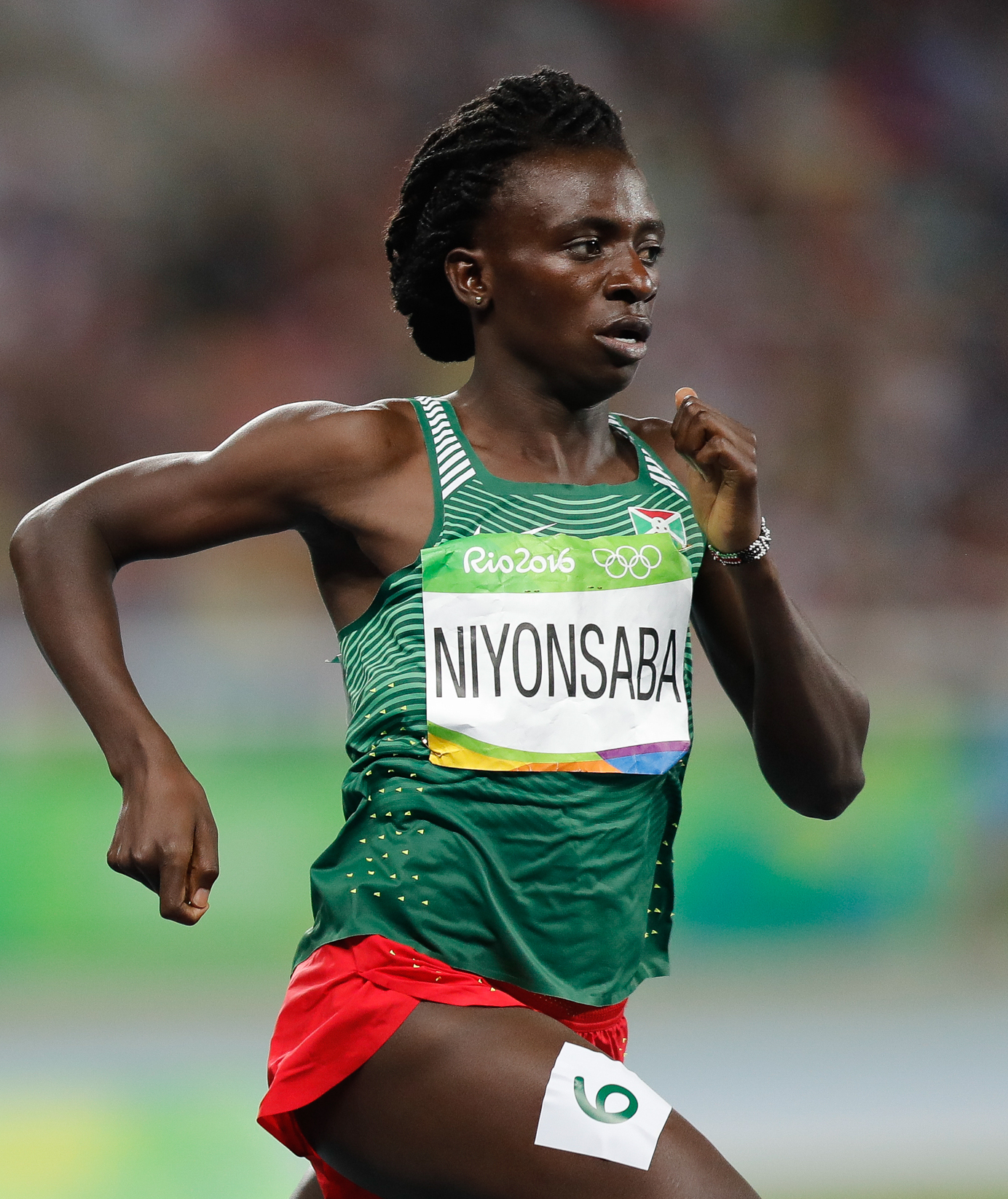
Vizeweltmeisterin Francine Niyonsaba
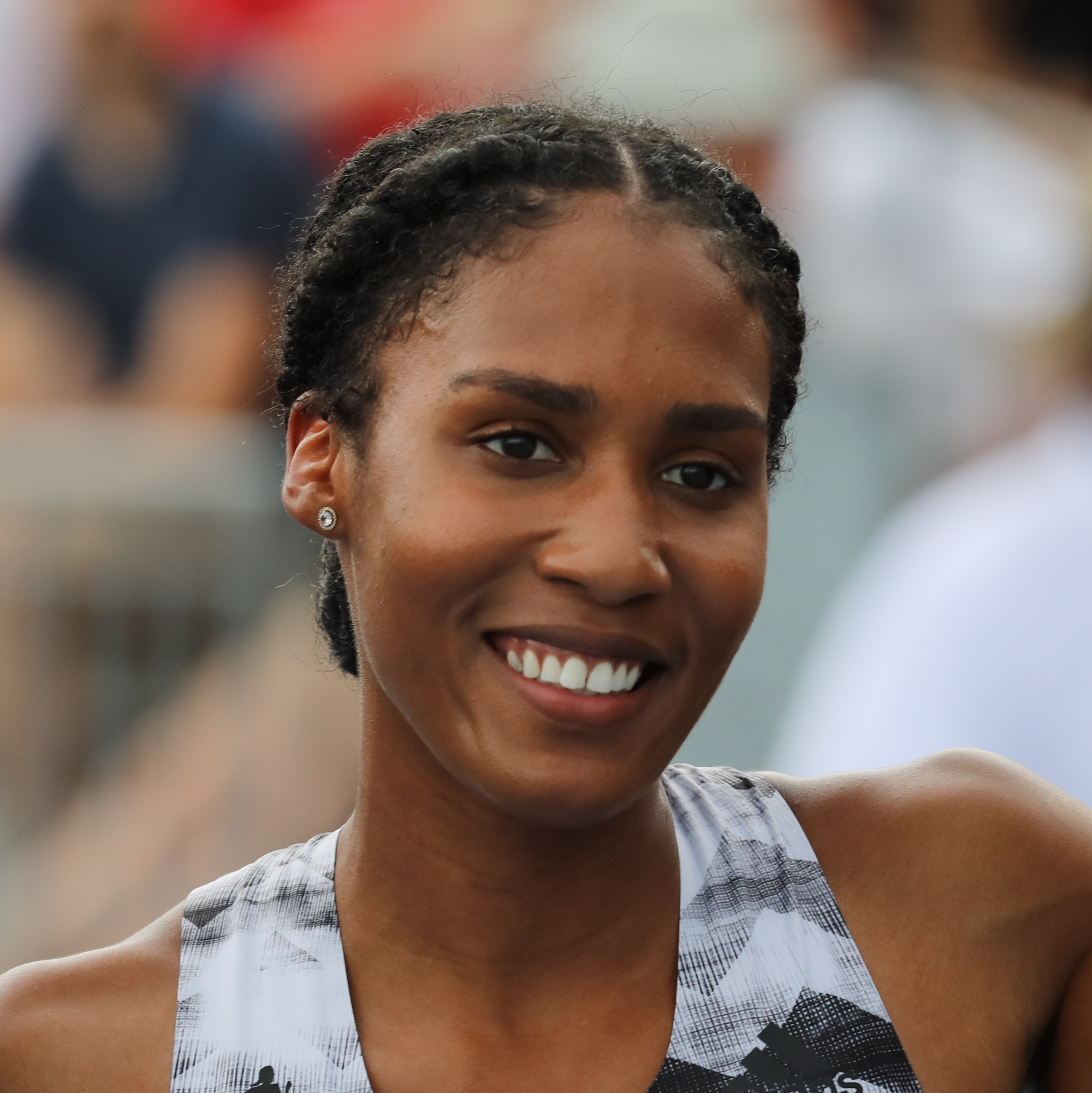
Bronzemedaillengewinnerin Ajeé Wilson
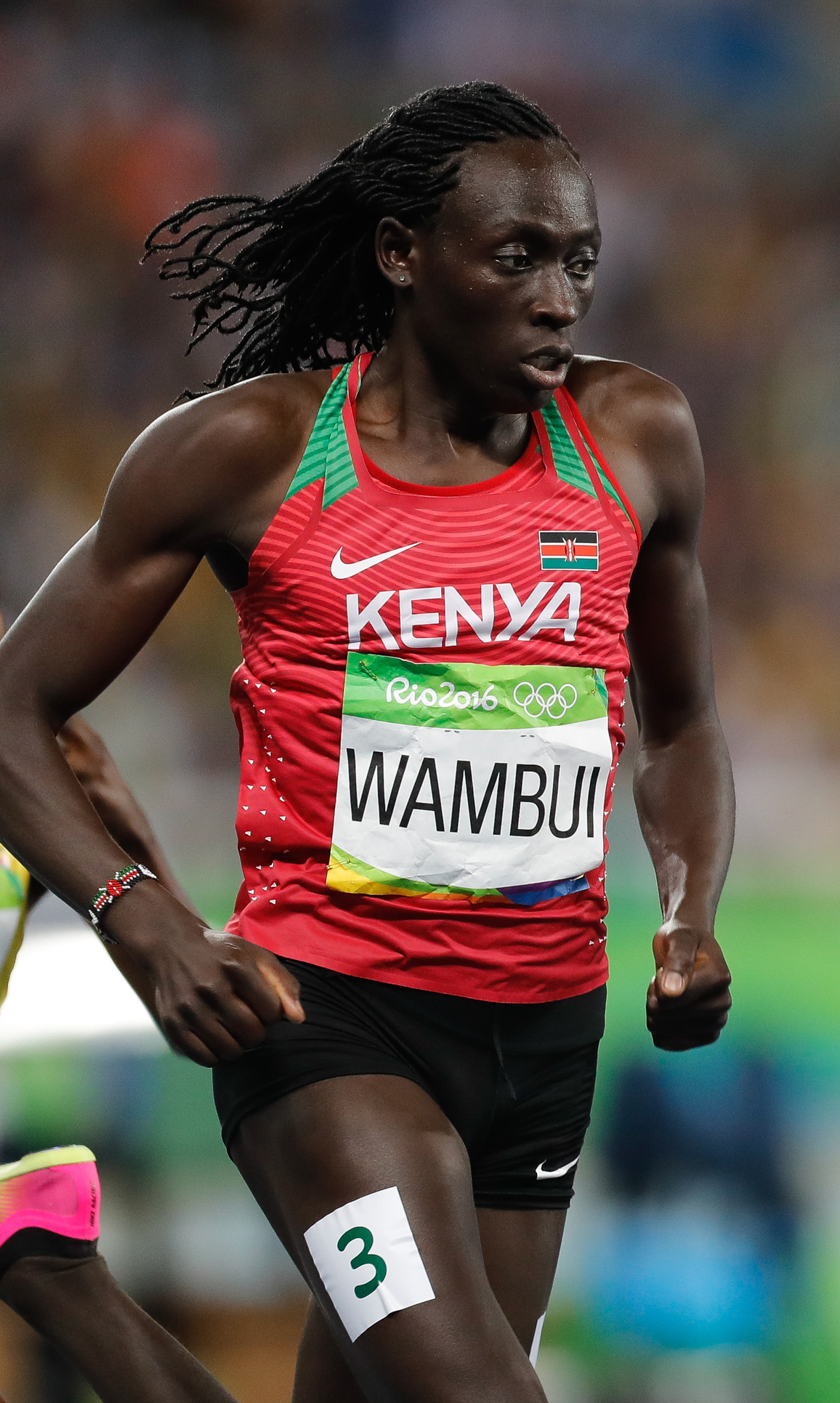
Margaret Wambui belegte Rang vier
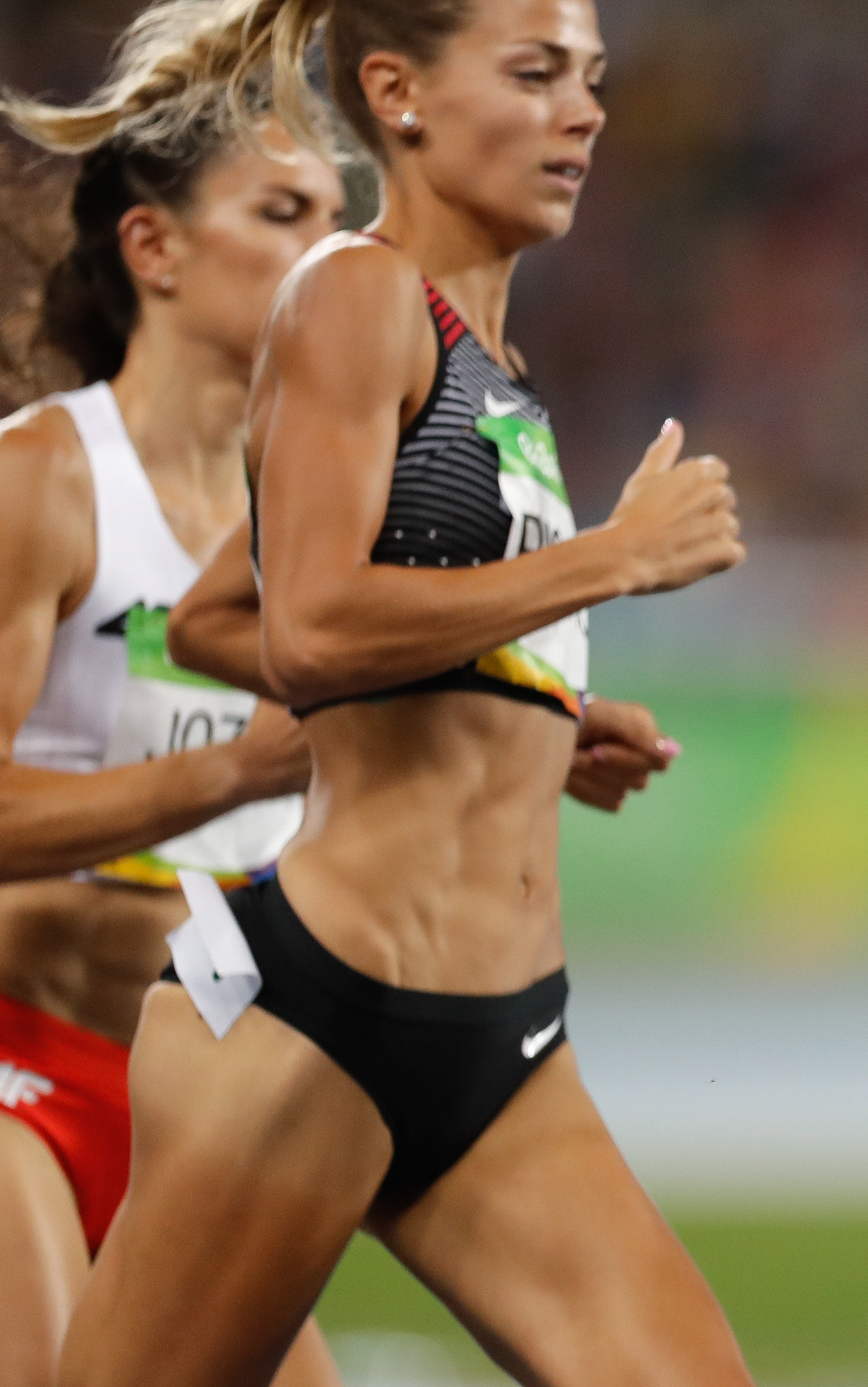
Rang fünf für Melissa Bishop
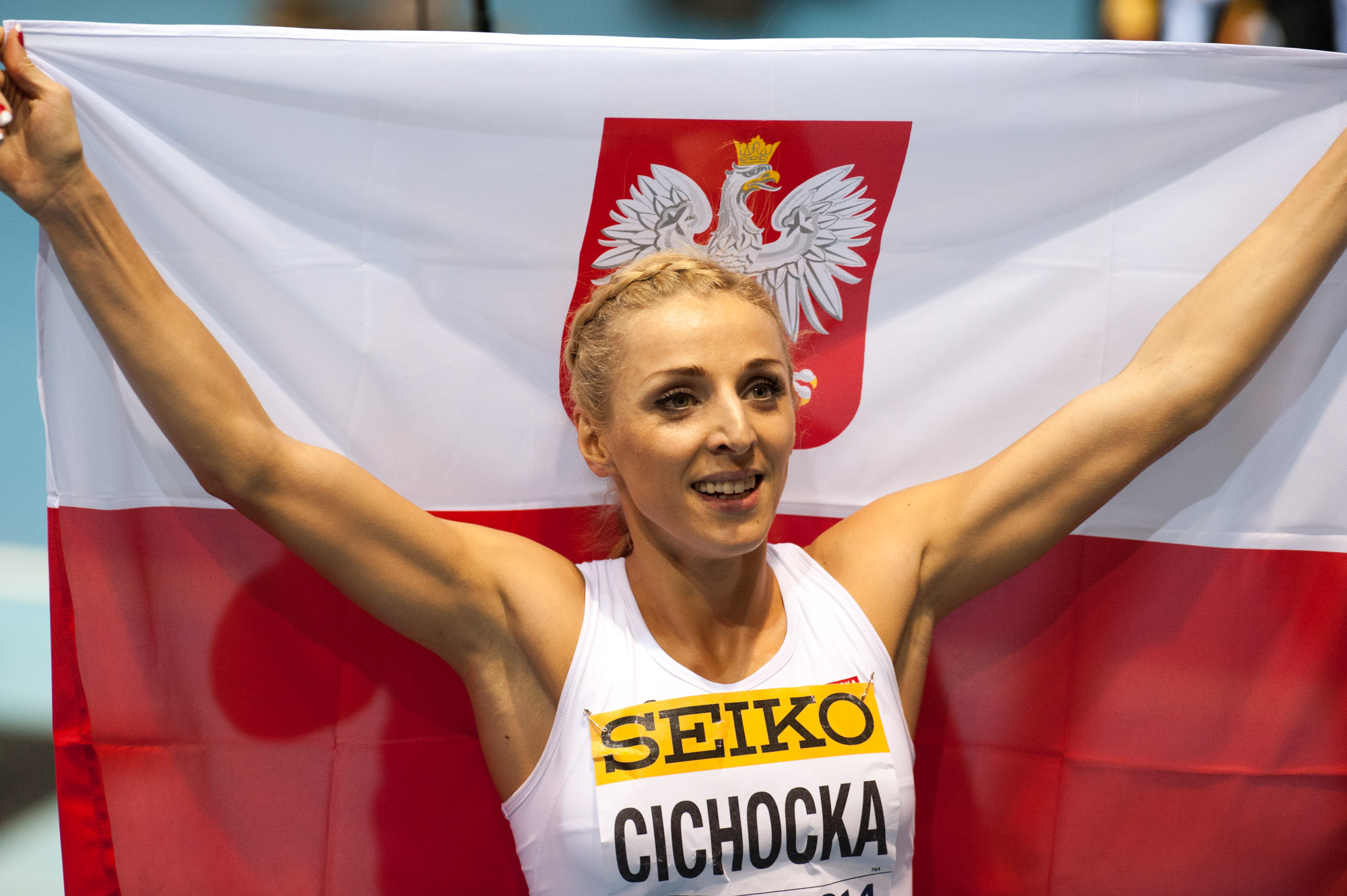
Angelika Cichocka erreichte Rang sechs
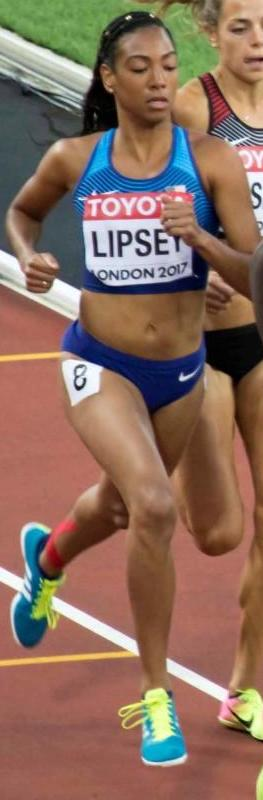
Charlene Lipsey kam auf den siebten Platz
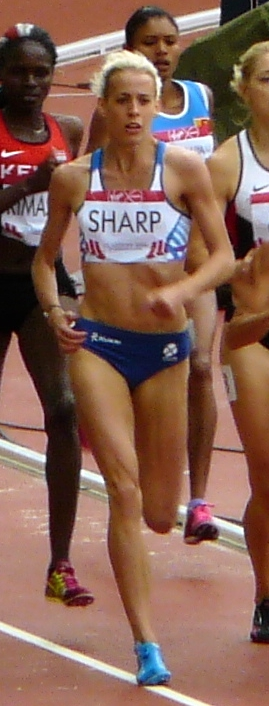
Lynsey Sharp belegte im Finale Rang acht

## Video
- Caster Semenya wins 800m Women Final IAAF World Champs London 2017, youtube.com, abgerufen am 4. März 2021